# Martin Disteli
Martin Disteli (né le 28 mai 1802 à Olten, mort le 18 mars 1844 à Soleure) est un peintre et caricaturiste suisse.

## Biographie
Disteli est le fils d'Urs Martin, un riche fabricant d'articles en soie (qui fait faillite en 1829) et d'Anna Maria Kümmerli, fille d'un tailleur. Sa sœur Elise Johanna épouse Joachim Leonz Eder en 1835. Disteli est marié à Theresa Gisiger, fille de fermier.
Même au cours de ses études à Lucerne et à Iéna, Disteli montre un talent rare pour dessiner le côté comique de la vie publique ; des exemples de son travail se trouvent dans le cachot de l'université d'Iéna. En raison de sa participation à une Burschenschaft à Iéna en 1822, Disteli rentre chez lui et commence à utiliser son art pour gagner sa vie. Il fait des portraits et des illustrations des fables de Abraham Emanuel Fröhlich.
Il fonde une école de dessin dans sa ville natale puis est professeur de dessin à l'école de maturité de Soleure en 1836. Élevé au grade de lieutenant-colonel et chef du deuxième bataillon de la Landwehr du canton de Soleure, il assiste les habitants du canton de Bâle-Campagne dans leur soulèvement libéral contre le canton de Bâle-Ville en 1836.
Dans ses attaques grossières de la politique et de la religion, il n'attaque pas les systèmes, mais toujours les personnalités et flagelle surtout ceux qu'il considère comme des hypocrites ou des girouettes.
Bien qu'il ne soit pas écrivain, il figure dans l’Index Librorum Prohibitorum.
Le musée de la poésie et de la ville de Liestal conserve une partie de son travail et de ses témoignages. Dans sa ville natale d'Olten, un passage souterrain de la gare, la maison de son lieu de naissance et une rue portent son nom.